# Catedral de Nuestra Señora (Kita)
La Catedral de Nuestra Señora (en francés: Cathédrale Notre-Dame de Kita) es el nombre que recibe un edificio religioso que sirve como una catedral de la Iglesia católica que fue construida en la ciudad de Kita del departamento de Cercle de Kita en la región de Kayes en el país africano de Malí. Kita es considerada históricamente la principal ciudad del catolicismo en Malí, y un lugar de peregrinación anual desde 1966.
Está incluida en la diócesis de Kayes (en latín: Dioecesis Kayesensis) que fue creada el 6 de julio de 1963 en reemplazo de la prefectura apostólica de Kayes creada el 12 de junio de 1947.